# Cethosia penthesilea
Cethosia penthesilea es una especie de lepidóptero de la familia Nymphalidae. Es originaria del Sudeste de Asia, Indonesia y Australia.
Las larvas se alimentan de: Adenia heterophylla

## Galería

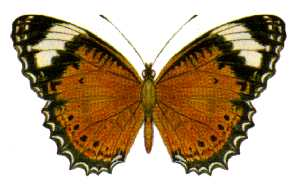
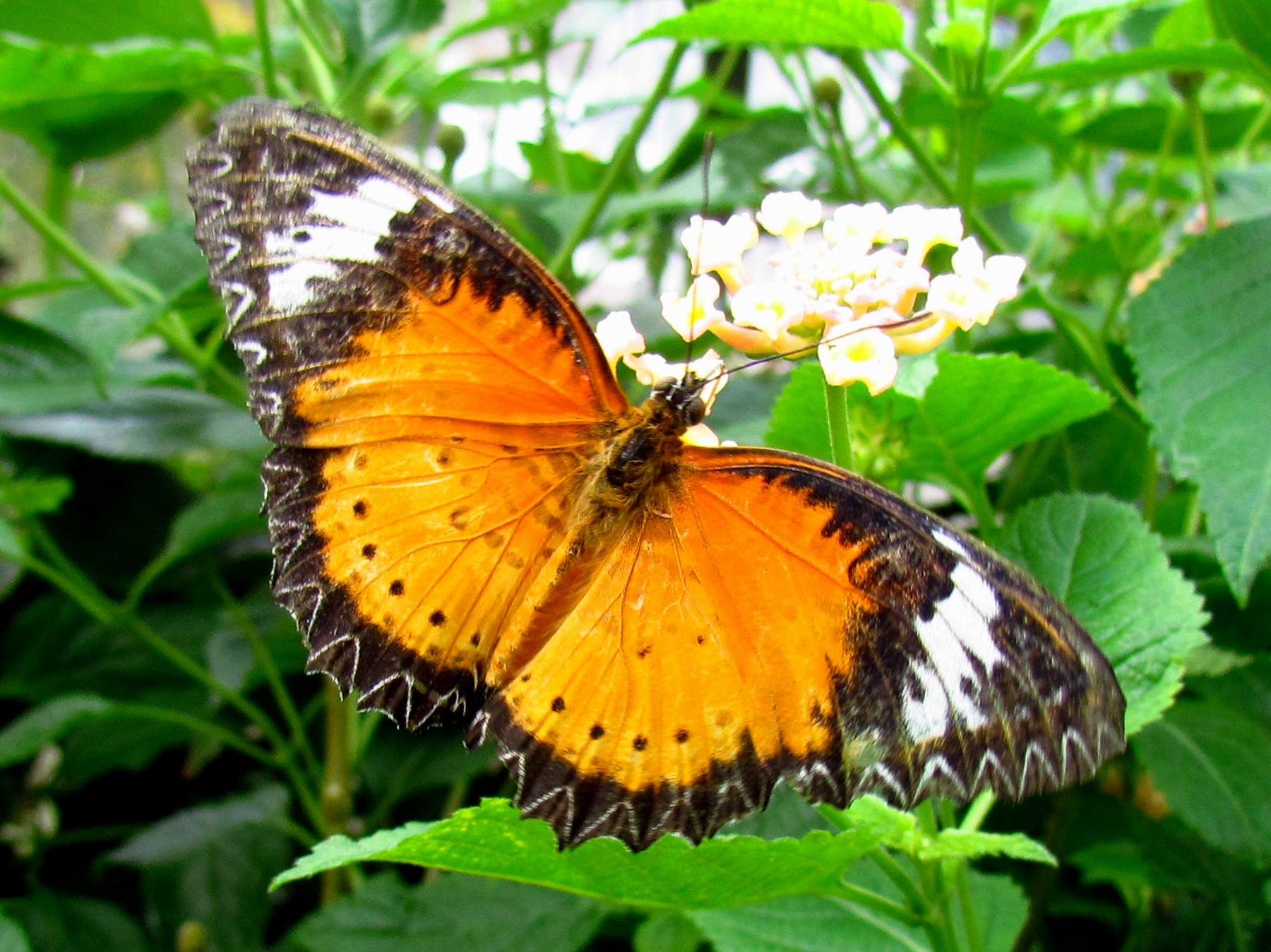
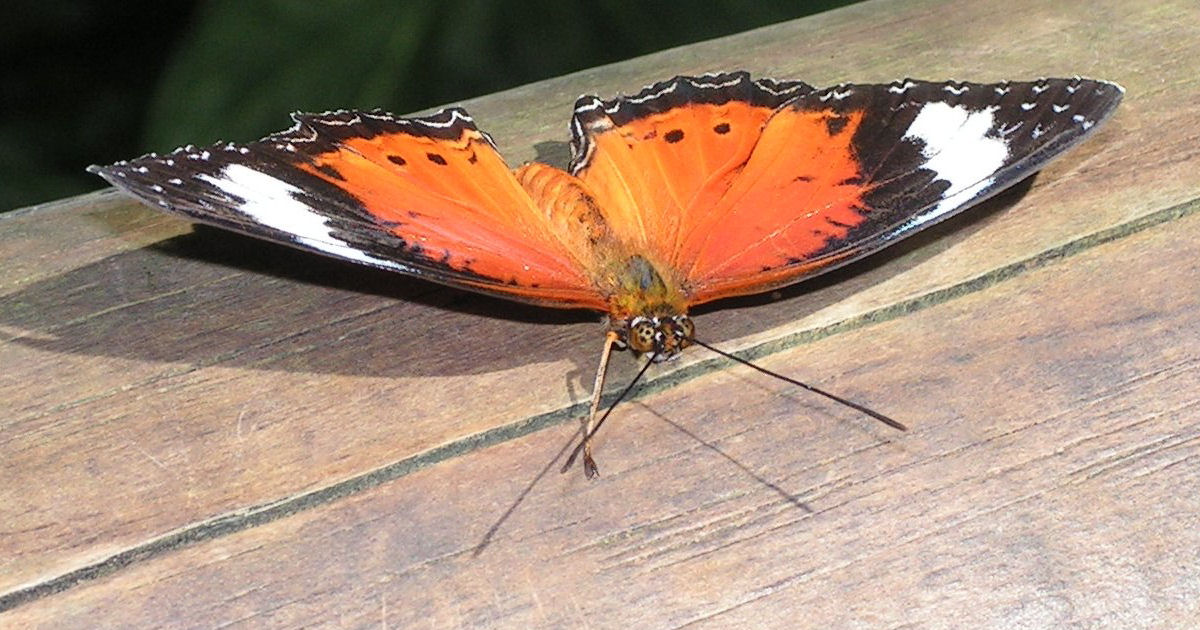